# Vincenz Czerny

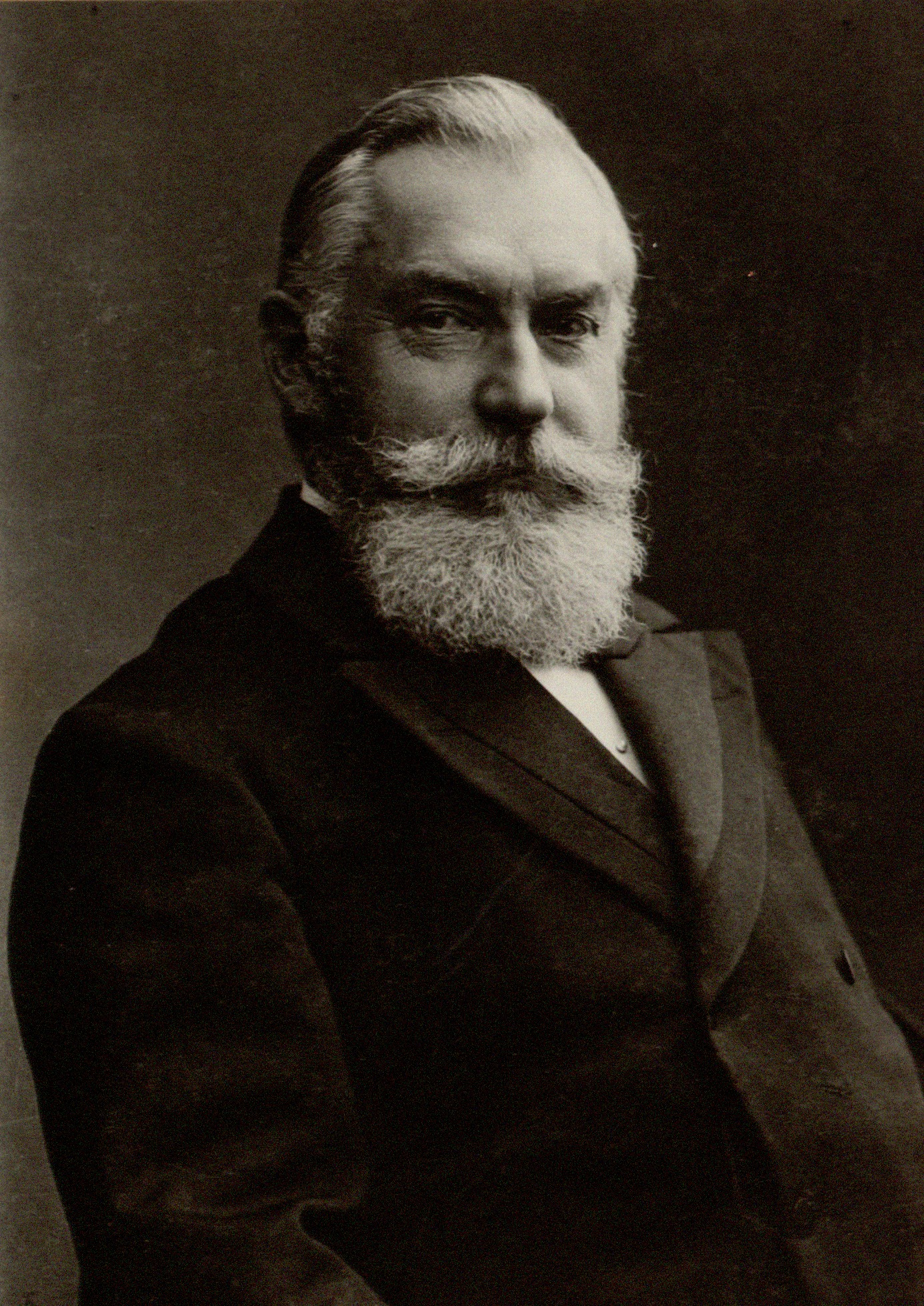
Vincenz Czerny, um 1900

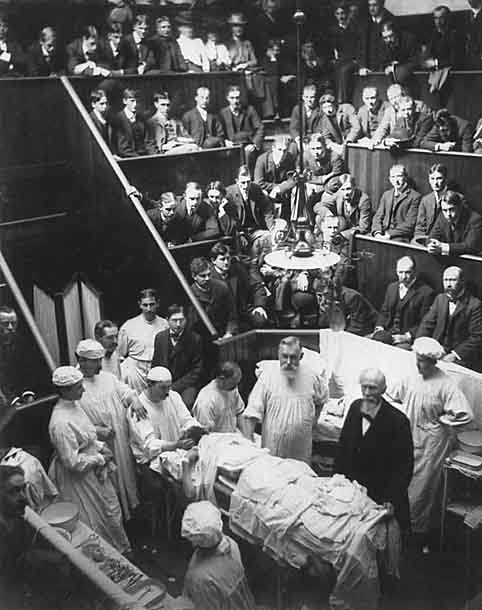
Czerny bei Operation im Hörsaal

Vincenz Czerny, vollständiger Taufname Vincentius Florianus Franciscus Czerny (* 19. November 1842 in Trautenau, Böhmen; † 3. Oktober 1916 in Heidelberg), war ein deutscher Chirurg, Hochschullehrer und Pionier der Onkologie. Er gründete das Krebsforschungsinstitut Heidelberg und war ab 1906 dessen Direktor. Er wurde nicht nobilitiert, trotzdem wurde er gelegentlich mit dem Adelsprädikat von zitiert.

## Leben

### Biographie
Vincenz Florian Franz Czerny, Sohn des Trautenauer Apothekers Vincenz Czerny, studierte ab 1860 Medizin an der Karls-Universität Prag, wo er sich 1867 dem Corps Austria anschloss. Anschließend führte er seine Studien an der Universität Wien bei Ernst Wilhelm von Brücke fort, wo er sich eine umfangreiche naturwissenschaftliche Bildung erschloss. 1866 legte er das Staatsexamen ab und promovierte zum Dr. med. und arbeitete anschließend an der Wiener Hautklinik. 1867 war er Assistenzarzt an der Medizinischen Klinik und wurde Magister der Geburtshilfe, 1868 „Dr. der Chirurgie“.
Von 1868 bis 1871 war er Assistent des berühmten Chirurgen Theodor Billroth und habilitierte sich 1871 in Wien für Innere Medizin summa cum laude. Czerny unternahm zahlreiche Versuche zur Speiseröhren- und Kehlkopfchirurgie (1877 resezierte er einen sechs Zentimeter langen Abschnitt der von einem Karzinom befallenen Speiseröhre einer Patientin). Er folgte 1871 einem durch Billroth vermittelten Ruf als chirurgischer Ordinarius an die Universität Freiburg.
Im Jahr 1877 übernahm Czerny als Nachfolger von Gustav Simon den Lehrstuhl für Chirurgie an der Universität Heidelberg sowie die Leitung der chirurgischen Klinik mit über 120 Betten. Im selben Jahr führte er eine damals moderne Reparationsmethode bei Leistenbrüchen ein (Raffung der Externusaponeurose zur Verstärkung der Bauchwand). Unter seiner Leitung gewann die Chirurgische Universitätsklinik Heidelberg eine wesentliche Erweiterung und Bedeutung. Hedwig von Schlichting war in Jahren von 1889 bis 1894 Oberin des Pflegedienstes.
Am 24. November 1893 führte er bei „Frl. N. N., 41 Jahre alt, immer gesund,“ die erste Brustrekonstruktion in der Plastischen Chirurgie durch. Die Patientin hatte einen linksseitigen Brustkrebs. Ihr wurde vor der Rekonstruktion der Tumor entfernt. Zur Rekonstruktion transplantierte Czerny ein Lipom von der Größe einer Faust von der Brustwirbelsäule der Patientin in ihre erschlaffte linke Brust. Nach der Rekonstruktion konnte die Sängerin ihre Bühnentätigkeit wieder aufnehmen.
Unter Geheimrat Czerny erfolgte am 1. Oktober 1895 die Gründung einer Zahnärztlichen Abteilung in der Chirurgischen Universitätsklinik.
In Czernys Lehr- und Forschungsjahre fiel die Entwicklung erster Vollnarkosemethoden und der Asepsis. Sein intensives experimentelles Programm diente im Wesentlichen der Gewinnung wissenschaftlicher Erkenntnisse zur Fortentwicklung der chirurgischen Operationsmethodik. Czerny beschrieb zahlreiche Standardoperationen an Speiseröhre, Magen und Urogenitaltrakt sowie gynäkologisch-operative Eingriffe in der Frauenheilkunde. Bereits 1878 [andere Angabe: 1879] hatte er zur Verbesserung der vaginalen Operation der krebsbefallenen Gebärmutter beigetragen.
Während seiner Tätigkeit als Arzt und Forscher fasste er den Entschluss, für seine Krebspatienten eine eigene Heil- und Pflegestätte zu errichten und gleichzeitig ein wissenschaftliches Forschungsinstitut zu gründen, um die Genese der vielfältigen Karzinome „unter einem Dach“ besser erforschen zu können. Ab 1901 warb Czerny gegen zahlreiche Widerstände für die Realisierung seiner Ideen und Pläne. Im Jahr 1902 wurde Czerny Prorektor der Universität Heidelberg. 1906 trat er zurück, um sich ganz dem Aufbau des von ihm gegründeten Instituts für Experimentelle Krebsforschung zu widmen, das als Vorläufer des heutigen Deutschen Krebsforschungszentrums (DKFZ) in Heidelberg gilt. Es bestand aus einer Heil- und Pflegeanstalt für 47 Krebskranke, dem Samariterhaus, und zwei wissenschaftlichen Abteilungen. Bei der Einweihung im Jahr 1906 fand auf Czernys Veranlassung die erste internationale Konferenz für Krebsforschung in Heidelberg und Frankfurt/M. statt. Oberin des Pflegedienstes im Samariterhaus wurde die Rotkreuz-Krankenschwester Pia Bauer.
Zur Leitung der Biologischen Abteilung, an der von 1907 bis 1911 auch Ludwik Hirszfeld wirkte, konnte Czerny den Serologen Emil von Dungern gewinnen, bis dieser 1913 selbst zur Leitung eines Krebsinstituts am Universitätsklinikum Hamburg-Eppendorf berufen wurde. Mit dieser Idee, Grundlagenforschung und klinische Medizin unter einem Dach zusammenzubringen, begründete Czerny den Forschungsbereich der experimentellen Krebsforschung. 1908 wurde er Präsident der neu gegründeten Internationalen Vereinigung für Krebsforschung. Die von ihm gegründeten Jahresberichte sind bis heute Standard in der Heidelberger Klinik.
Zwischen 1901, dem Jahr seiner ersten Verleihung, und 1916 erhielt Czerny mehrfach Vorschlagsrecht für den Nobelpreis. Er schlug regelmäßig und häufig erfolgreich Kandidaten vor, so beispielsweise auch Rudolf Virchow und Robert Koch, der im Jahr 1905 den Nobelpreis für Physiologie oder Medizin erhielt. Selbst jedoch erhielt er, obwohl auch er dreimal für den Nobelpreis vorgeschlagen worden war, nie diese Auszeichnung.
Czerny starb im Jahr 1916 an den Folgen einer strahleninduzierten Leukämie und wurde auf dem Heidelberger Bergfriedhof in einer weitläufigen Familiengrabanlage zur Ruhe gebettet (Abteilung T). Ein in seinen Ausmaßen an einen Obelisken erinnerndes Säulenfragment im dorischen Stil, aus schwarzen Granit geschaffen, bildet den imposanten Mittelpunkt der Anlage.
Czerny war mit Luise Kußmaul, einer Tochter des badischen Mediziners Adolf Kußmaul, verheiratet. Von ihren vier Kindern ergriffen Hans (1873–1934) und Paul (1876–1904) ebenfalls den Arztberuf. Magarete Stein (1880–1968) war eine Pianistin und ihr Bruder Siegfried Czerny (1889–1979) ein Maler.

### Verdienste um die ärztliche Ausbildung am Krankenbett
Ein weiteres Anliegen Czernys war die Verbesserung des ärztlichen Unterrichts am Krankenbett. Er formulierte hierzu entsprechende Richtlinien und konnte zudem erreichen, dass im Jahr 1901 ein praktisches Jahr als integraler Bestandteil der ärztlichen Ausbildung eingeführt wurde. Im Unterschied zu Emil Kraepelin verzichtete Czerny darauf, die angehenden Ärzte in Prüfungen zählen, addieren und subtrahieren zu lassen. Diese Methode schien ihm zur Überprüfung der geistigen Fähigkeiten nicht unbedingt geeignet zu sein.

### Verdienste um das Amt des Schularztes
Vincenz Czerny vertrat die Meinung, dass ein Staat, der die Blüte seiner Jugend zu mehrjähriger Schularbeit verpflichte, auch dafür Sorge zu tragen habe, dass die Schüler in dieser Zeit nicht nur geistig, sondern auch körperlich gedeihen sollten. Er forderte deshalb, dass fest angestellte Schulärzte jeden Schüler zu Beginn und zum Ende eines Schuljahres genau untersuchen und auf die Feststellung des Stundenplans Einfluss ausüben sollten. Czerny stellte bei den Schülern Bleichsucht, Nervosität und Rückgratverkrümmungen fest und forderte deshalb ein Umdenken. Diese beobachteten Krankheiten wurden auf Czernys Empfehlung zum Gegenstand des ersten internationalen Kongresses für Schulhygiene gemacht, der 1904 in Nürnberg stattfand. Der Unterricht in den alten Sprachen am Gymnasium sei, so Czerny, auf eine Stunde täglich zu reduzieren, wobei das Hauptgewicht auf das Verständnis der alten Schriftsteller und nicht auf grammatikalische Spitzfindigkeiten gelegt werden solle. Czerny hielt eine zu starke Beschäftigung mit Grammatik für nicht kindgerecht. Gut sei es für die Schüler, sich mehr zu bewegen, anstatt auf den harten Schulbänken zu sitzen.

## Zeit des Nationalsozialismus
Vincenz Czerny trat 1871 zum Altkatholizismus über; trotzdem galt er in der Zeit des Nationalsozialismus wegen seiner Vorfahren als Jude. Nach der Entlassung von Hans Sachs und Ernst Witebsky 1933 wurde die Wissenschaftliche Abteilung des Czernyschen Instituts, die nunmehr verwaist war, 1935 dem Institut für Hygiene angegliedert. Auch das Samariterhaus verlor 1934 seinen Direktor Richard Werner, der nach Brünn in die erzwungene Emigration ging. Dies bedeutete das Ende der frühen Heidelberger Krebsforschung. Es dauerte 30 Jahre, bis mit der Gründung des Deutschen Krebsforschungszentrums in Heidelberg 1964 die institutionalisierte Krebsforschung erneut in Gang kam und der Anschluss an die internationale Spitzenforschung wieder hergestellt wurde.

## Eponyme
Nach Vincenz von Czerny wurden benannt:
- die Czernysche Elektrode (zur Fulguration)
- die Czernysche Enukleation (Myomotomie)
- die Czerny-Fasszange[18]
- die Czernysche Fulgorolyse
- die Czernysche Fulguropunktur
- das Czerny-Haus (Samariterhaus)[19]
- die Czernysche Hysterektomie (1878, vaginale Exstirpation des Uterus bei Uteruskarzinom)
- die Czernysche Hysterektomie (Exstirpation des Uterus nach Abtragung des Steißbeins und des untern Kreuzbeins, obsolete sakrale Methode)
- die Czernyschen Instrumente (Gallensteinfasszange, Mastdarmspekulum, Löffelmeißel, Hohlmeißelzange zur Knochenglättung)
- die Czernysche Kanalnaht des äußeren Leistenringes
- das Czernysche Krankenhaus (Strahlenklinik der Universität Heidelberg)
- die Czernysche Krankheit (periodisch intermittierende Hydrarthrose des Kniegelenkes)
- die Czernysche Myomotomie (Czernysche Enukleation)
- die Czernysche Naht (Standardmethode der zweireihigen Naht in der Magen-Darm-Chirurgie mit Blindverschluss und Anastomosierung)
- die Czernysche Operation (Czerny-Operation, Leistenbruchoperation mit Abschnürung des Bruchsacks, Versenkung des Stumpfes und Pfeilernaht[20][21])
- die Czernysche Operation (Methode der Cholezystopexie)
- die Czernysche Operation (1877, Resektion der Halsspeiseröhre)
- die Czernysche Pfeilernaht (Verengung des Leistenkanals)[22][23]
- die Czernysche Spätatrophie (ICD-10 K90.0)
- die Czernysche Technik (1910, bipolare Anwendung der Fulguration zur größeren Tiefenwirkung bei elektrischer Gewebskoagulation)
- die Czernysche Ventrofixur (Czerny-Leopold-Antefixationsoperation, mit Christian Gerhard Leopold)
- der Czerny-Kocher-Schnitt (Lumbalschnitt zur Freilegung der Niere, mit Theodor Kocher)
- die Czerny-Lembert-Naht (in der Magen-Darm-Chirurgie, mit Antoine Lembert, Pariser Chirurg, 1802–1851)
- die Czerny-Leopold-Antefixationsoperation (Czerny-Leopold-Methode, Reposition und Fixation des retrofixierten Uterus nach Laparotomie)
- die Czerny-Socin-Operation (mit August Socin, Behandlung des Leistenbruchs beim Kleinkind ausschließlich durch Resektion des Bruchsacks)

## Ehrungen
- Titel Wirklicher Geheimer Rat
- Titel Exzellenz
- Ehrenbürger von Heidelberg (1912)

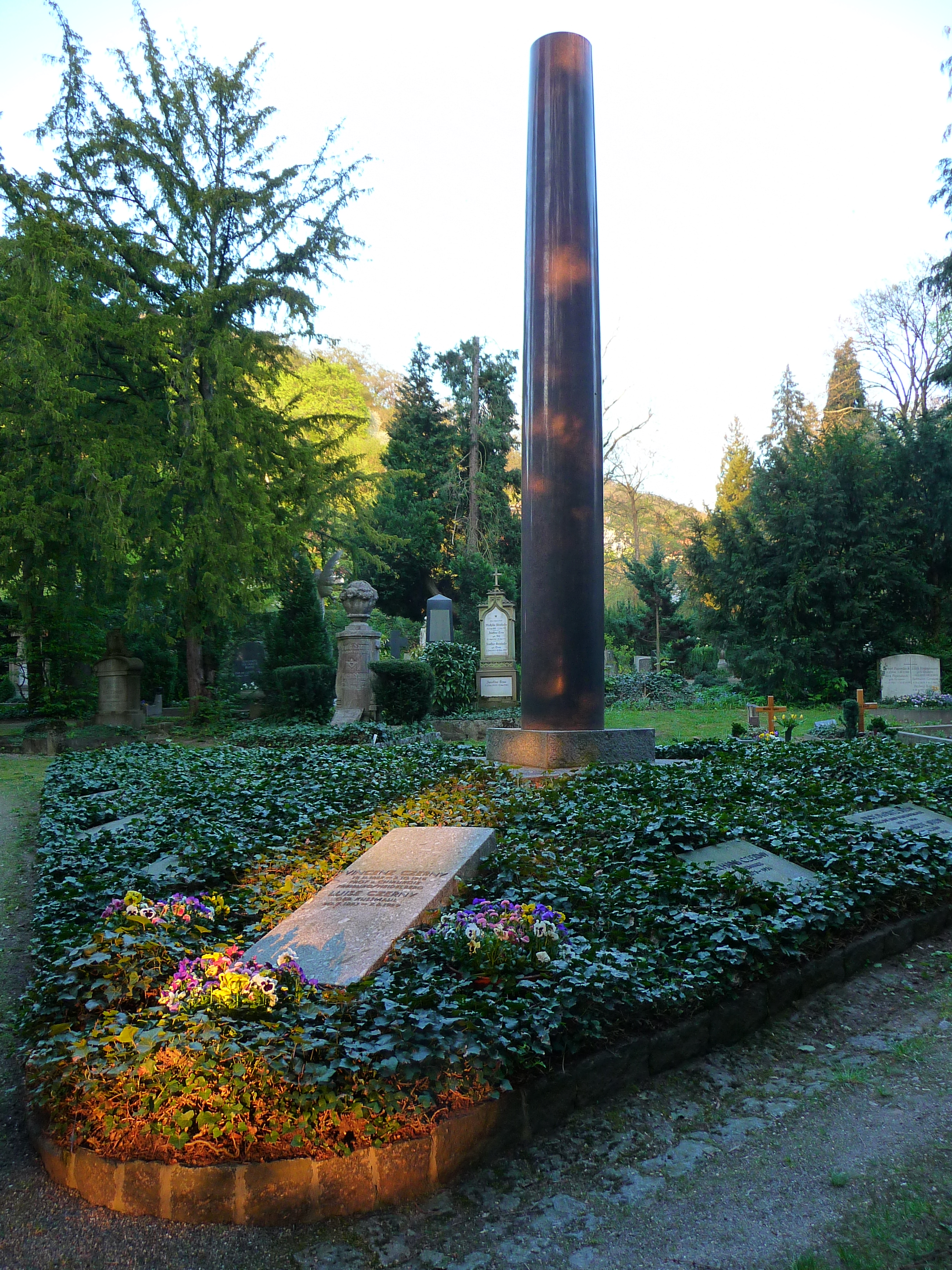
Grabanlage der Familie Czerny auf dem Bergfriedhof (Heidelberg)

- Präsident der Internationalen Gesellschaft für Chirurgie in Brüssel (1908)
- korrespondierendes Mitglied der Académie des sciences (1900)[24]
- außerordentliches Mitglied der mathematisch-naturwissenschaftlichen Klasse der Heidelberger Akademie der Wissenschaften[25]
- Präsident der Internationalen Vereinigung für Krebsforschung in Paris (1910)
- Vincenz-Czerny-Preis für Onkologie der Deutschen Gesellschaft für Hämatologie und Onkologie[26]
- Czernybrücke und Czernyring in Heidelberg
- Büste im Heidelberger Ionenstrahl-Therapiezentrum

## Veröffentlichungen (Auswahl)
Vgl. Marianne Ferber, Irmgard Riemschneider: Verzeichnis der Schriften und Vorträge von Vinzenz Czerny. In: Ruperto-Carola 19, 41, 1967, S. 237–244
- Über Caries der Fusswurzelknochen, ([Volkmann’s] Sammlung klinischer Vorträge), Leipzig, 1874.
- Studien zur Radikalbehandlung der Hernien. In: Wiener Medizinische Wochenschrift. Band 21–24, 1874.
- Studien zur Radikalbehandlung der Hernien. In: Wiener Medizinische Wochenschrift. Band 27, 1877, S. 497–500, 527–530, 553–556 und 578–581.
- Beiträge zur operativen Chirurgie, Stuttgart 1878.
- Über die Ausrottung des Gebärmutterkrebses. In: Wiener Medizinische Wochenschrift 29, 1879, S. 1171–1174.
- Über Darmresektionen. In: Berliner klinische Wochenschrift. Band 639, 1880.
- Ueber die Enukleation subperitonealer Fibrome der Gebärmutter durch das Scheidengewölbe; vaginale Myoniotomie. In: Wiener Medizinische Wochenschrift. Band 31, 1881, S. 501–505 und 525–529.
- Ueber die Operabilität von Gehirntumoren. In: Verhandlungen der Deutschen Gesellschaft für Chirurgie. Band 21, 1892, S. 33–36.
- Über die Entwicklung der Chirurgie während des 19. Jahrhunderts und ihre Beziehung zum Unterricht. Heidelberg 1903.